# Mixoscopie
Mixoscopie (din franceză mixoscopie, cf. greacă mixis – act sexual, skopein – a examina) denumită și hoieruism, se numește o perversiune sexuală care constă în obținerea excitației sau satisfacției sexuale doar dacă se contemplă actul sexual săvârșit de un cuplu care știe că este privit. Este o perversiune practicată mai frecvent de către bărbați.
Denumirea științifică pentru mixoscopia în care obiectul atenției îl reprezintă o persoană care practică zoofilia este mixoscopia bestialis.
Dacă satisfacția sexuală se obține prin urmărirea pe furiș a persoanelor dezbrăcate, care fac duș, care poartă doar lenjerie intimă, care probează haine sau lenjerie, pe scurt, a persoanelor aflate în situații de obicei rezervate sferei private, această parafilie poartă denumirea de voaiorism.